# Купъртино
Купъртино (на испански: Cupertino), срещано и като Купертино, е град в окръг Санта Клара в Района на Санфранциския залив, щата Калифорния, Съединените американски щати.

## Наименование
Градът е наименуван на Arroyo San José de Cupertino (в наши дни реката Stevens Creek). Реката е наименувана (от испанския изследовател и картограф Juan Bautista de Anza) на свети Йозеф от Купертино. От своя страна свети Йозеф (роден като Giuseppe Maria Desa, по-късно известен като Giuseppe da Copertino) е наречен на град Copertino в регион Апулия (Apulia) в Италия. Името Cupertino е използвано за първи път, когато John T. Doyle, историк и адвокат от Сан Франциско, наименува своята винарна „Cupertino“ (намираща се на McClellan Road). В началото на ХХ век Купертино заменя предишното име на района Западна част (West Side).

## География
Разположено е в Силициевата долина. Общата му площ е 28,3 km2. Намира се на координати 37°19′03″ с. ш. 122°02′31″ з. д. / 37.3175° с. ш. 122.041944° з. д. (37.317492, −122.041949), на юг от южния край на Района на Санфранциския залив. Източната част на града, разположен в долината Санта Клара, е равна, докато западната част стига до планината Санта Круз.
Климат
Районът е с умерен климат с влажна зима и сухо лято. Гори от дъб и секвоя покриват хълмовете около низината на Купертино.
Средни температури (измерени в Университет Санта Клара):
- през юли максимални 27,8 °C, минимални 12,2 °C);
- през януари максимални – 14,4 °C, минимални 3,9 °C.

Рекордни температури за района:
- най-висока: 45,6 °C – през юни 1961 г.
- най-ниска: -8,9 °C – през декември 1990 г.

Население
Купертино е с население от 58 917 души (прогноза, 2016 г.)

## Икономика
Купертино е сред многото градове, претендиращи да са дали началото и да са в сърцето на Силициевата долина, поради факта, че много производители на полупроводникова техника и компютърни компании са създадени в града и околностите.
Централата на Apple Inc. е в Купъртино, разположена в модерен комплекс, заобиколен от остроумно наименуваната улица „Безкраен цикъл“ (Infinite Loop). Apple е обявил, че ще строи нов комплекс от 50 акра до междущатската магистрала 280 близо до Pruneridge Avenue – през улицата срещу комплекса от 100 акра на „Hewlett Packard“ (HP).
Други компании с централи в Купертино са Trend Micro, Lab126, Packeteer, Chordiant, Portal Software. Над 60 високотехнологични компании имат офиси в града, сред които са IBM, MySQL, Sun Microsystems. Повечето от офисите на тези компании се намират на булевард De Anza, площад Cali Mill, шосе Bubb Road.
Много малка част от тях обаче имат производствени мощности в града. Най-големите офис-паркове са предназначени главно за разполагане на звена с управленски и разработващи функции.
През 2002 г. Купертино има 25 780 заети и безработица в размер на 4,5% (при 8,4 % за окръг Санта Клара като цяло).